# Kirakos Gandzaketsi

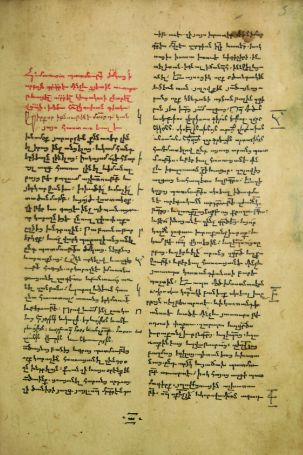
Titelseite einer Kopie von 1664 der Geschichte Armeniens von Kirikos (Matenadaran MS 2561)

Kirakos Gandzaketsi (armenisch Կիրակոս Գանձակեցի Kirakos Gandsakezi, ~ 1200/1202–1271) war ein armenischer Historiker des 13. Jahrhunderts und Verfasser der Geschichte Armeniens, einer summarischen Aufzählung von Ereignissen vom 4. bis zum 12. Jahrhundert und einer detaillierten Beschreibung der Ereignisse seiner Lebenszeit. Das Werk beschreibt hauptsächlich die Geschichte des mittelalterlichen Armeniens und Ereignisse in der Region des Kaukasus und des Nahen Ostens. Die Arbeit dient als wichtige Primärquelle für die Erforschung des Mongolensturms und enthält auch die erste bekannte Wortliste der Mongolischen Sprache. Das Werk wurde in mehrere Sprachen übersetzt, unter anderem in Latein, Französisch und Russisch.

## Leben
Kirakos wurde in Gandzak (Gəncə, heute Aserbaidschan) um 1200 geboren. Er erhielt eine Schulausbildung bei New Getik im Dorf Tandzut in der Region Kayen (zu dieser Zeit wurde Unterricht wohl in Höhlen abgehalten). Es wird berichtet, dass er ein Schüler von Vanakan Vardapet, einem Gelehrten aus Gandzak gewesen sei. 1215 begab sich Kirakos zusammen mit seinen Mitschülern und ihrem Lehrer Vanakan zum Studium an das Kloster bei Khoranashat in Tavush. Während dem Mongolensturm in den 1230ern wurde Kirakos und sein Mentor von Mongolen gefangen genommen (1236). Als Gefangene konnte er und Vanakan jedoch für die Mongolen arbeiten (als Sekretär?). Kirakos erlernte das Mongolische und stellte später sein Wissen in einer Liste mit 55 Worten mit den korrespondierenden armenischen Bedeutungen zusammen.
Für Vanakan wurde im Sommer 1236 ein Lösegeld bezahlt, aber Kirakos konnte in derselben Nacht ebenfalls entkommen und nach Getik zurückkehren.
Nach Vanakans Tode 1251 übernahm Kirakos die Aufgabe seines Lehrers und wurde der Leiter der Schule in New Getik. 1255 wurde ihm eine Audienz beim Fürsten des Königreich Kleinarmenien, Hethum I., in der Stadt von Vardenis (in der Provinz Aragazotn), dort erhielt er Informationen zur Missionsarbeit in der Region.
Er hielt sich noch einige Jahre in New Getik auf; starb 1271 und wurde dort begraben.

## Werke
Kirakos verfasste in seinem Leben mehrere Werke; sein berühmtestes ist die Geschichte Armeniens (Պատմություն Հայոց, Patmutjun Hajoz). Die Arbeit daran begann er am 19. Mai 1241 und vollendete sie 1265. Das Werk ist in zwei Teile gegliedert. Der erste Teil beginnt mit dem Leben von Gregor dem Erleuchter, dem Patron der Armenisch Apostolischen Kirche. Dieser Teil beschäftigt sich hauptsächlich mit der Geschichte der Armenischen Kirche vom dritten Jahrhundert bis zum zwölften Jahrhundert. Der zweite Teil der Geschichte beschäftigt sich mit den Auswüchsen und dem Schaden an der Bevölkerung der Region in den Türkischen und Mongolischen Eroberungszügen, unter anderem auch der Folter und dem Tod von Hassan-Dschalal, dem Fürst von Chatschen.
Etwa 47 Faksimiles der 65 Kapitel der Geschichte von Armenien haben überdauert. Sie sind in verschiedenen Museen und Bibliotheken weltweit zu finden. Unter anderem im Matenadaran in Jerewan (Armenien) sowie in Museen in Wien, London, Paris und Sankt Petersburg.